# Arturo Ripstein
Arturo Ripstein y Rosen (Mexikóváros, 1943. december 13. –) mexikói filmrendező, forgatókönyvíró és filmproducer.
Luis Buñuel után ő a második olyan filmrendező, aki Nemzeti Tudományos és Művészeti Díjat kapott munkásságáért Mexikóban.

## Pályafutás
Apja, Alfredo Ripstein Jr. mexikói filmproducer volt, így Arturo Ripstein nagyon korán otthonos lett a filmcsinálás gyakorlatában. 1958-ban, tizenöt éves korában részt vett a Nazarín című film forgatásán és összeismerkedett a film rendezőjével, Luis Buñuellel. Kettőjük között szoros mester–tanítvány kapcsolat jött létre, ami egészen Buñuel haláláig tartott.
Látva Ripstein elkötelezettségét Buñuel beleegyezett, hogy rendezőasszisztensként dolgozzon az Az öldöklő angyal forgatásán. Ezzel és két kamaszkorában forgatott dokumentumfilmmel mutatkozott be 21 éves korában mint filmrendező. Ezután apja megszerezte a Carlos Fuentes és Gabriel García Márquez által írt El charro forgatókönyvét és megbízta, hogy forgasson belőle westernt, ami abban az időben nagyon népszerű volt. Így jött létre 1965-ben az El tiempo de morir című film olyan tapasztalt művészek közreműködésével, mint Alex Phillips operatőr, Carlos Savage szerkesztő és Marga López színésznő.
Ripstein korai debütálása szokatlan volt abban a korszakban, tekintettel arra, hogy a mexikói filmeseket tömörítő szervezet, az STPC (Sindicato de Trabajadores de la Producción Cinematográfica) merev felépítése akadályokat gördített a fiatal rendezők útjába. Közvetett módon két tényező segítette Ripsteint. Az egyik, hogy a Mexikói Autonóm Nemzeti Egyetemen megalakult Latin-Amerika első cinematográfiai iskolája, a CUEC (Centro Universitario de Estudios Cinematográficos), ahol Ripstein is tanult. A másik pedig, hogy az STCP egyik szekciója (Sección de Técnicos y Manuales) 1965-ben és 1967-ben experimentális filmversenyt rendezett. Ripstein ugyan nem vett részt ezeken a versenyeken és még nem fejezte be tanulmányait a CUEC-en, ezek a körülmények mégis nagyban hozzájárultak sikeres bemutatkozásához.
Az 1970-es években José López Portillo elnöksége idején a filmkészítésre szánt anyagi források beszűkültek. Ripstein viszont már jelentős rendezőnek számított, így folytathatta munkáját. Ebben az időszakban készült két nagyon sikeres filmje, ami már külföldön is felkeltette az érdeklődést: a La viuda negra (1977) és az El lugar sin límites (1977). Az utóbbi forgatókönyve José Donoso chilei író regényéből készült, a könyv magyarul is megjelent Határtalan vidék címmel Székács Vera fordításában.
1985-ben az A szerencse birodalma (El imperio de la fortuna) forgatása során megismerkedik Paz Alicia Garciadiego írónővel, akit később feleségül vesz. Hosszú és gyümölcsöző együttműködésük egyik kiemelkedő alkotása az 1996-ban bemutatott és számos díjjal kitüntetett Vérvörös (Profundo carmesí)).
A New York Times kritikusa által „barna komédiának” nevezett film egy túlsúlyos ápolónő és egy kisstílű szélhámos történetét meséli el, akik magányos nőket fosztanak ki és sorozatgyilkosokká válnak.

## Stílus
Ripstein hősei rendszerint zárkózott, magányos emberek, akik képtelenek változtatni saját természetükön. Gyakran önsorsrontóak, saját bűneik és szenvedéseik foglyai vagy pedig a működésképtelenné vált család áldozatai. Filmjeire jellemzőek a hosszú, többszereplős beállítások, a színvilág visszafogott sötétes tónusú, a terek gyakran nyomasztóak.
Nem követi a hagyományos mexikói vagy hollywoodi filmkészítési módszereket. Ő a latin-amerikai film egyik legvitatottabb figurája, aki szembeszáll a hagyományos, idealizált családképpel, a mácsósággal, a homofóbiával és az intolerancia egyéb formáival. A melodráma eszközeit használva közönségét olyan dolgokkal szembesíti, amikről nem szokás beszélni.
André Bretont követve az a hitvallása, hogy a „művészet legyen felforgató”.

## Rendezések

### Mozifilmek
| - 1966 – Tiempo de morir - 1967 – Juego peligroso - 1969 – La hora de los niños - 1969 – Los recuerdos del porvenir - 1970 – Crimen - 1970 – Exorcismos - 1970 – Autobiografia - 1970 – La elleza - 1971 – El náufrago de la calle Providencia - 1973 – El castillo de la pureza - 1974 – Nación en marcha no. 3 - 1974 – Los otros niños - 1974 – El santo oficio - 1975 – Tiempo de correr - 1975 – Matématicas - 1975 – Tres preguntas a Chavez - 1975 – Español - 1975 – Ciencias naturales - 1975 – Ciencias sociales - 1976 – El borracho - 1976 – Foxtrot - 1977 – La viuda negra - 1977 – Lecumberri - 1978 – El lugar sin límites - 1979 – La tía Alejandra | - 1979 – Cadena perpetua - 1979 – La ilegal - 1980 – La seducción - 1981 – Rastro de muerte - 1984 – Contra hechos no hay palabras - 1984 – Quitele el usted y tratamos - 1984 – De todo como en botica - 1986 – El otro - 1986 – A szerencse birodalma (El imperio de la fortuna) - 1987 – Mentiras piadosas - 1991 – La mujer del puerto - 1993 – Principio y fin - 1994 – La reina de la noche - 1996 – Vérvörös (Profundo carmesí) - 1998 – A csodák evangéliuma (El evangelio de las maravillas) - 1999 – Az ezredes úrnak nincs, aki írjon (El coronel no tiene quien le escriba) - 2000 – Así es la vida - 2000 – La perdición de los hombres - 2002 – La virgen de la lujuria - 2004 – Mi gran noche - 2005 – Los héroes y el tiempo - 2006 – El carnaval de Sodoma - 2011 – Las razones del corazón - 2015 – La calle de la amargura - 2015 – Bleak Street |

### Tévéfilmek
- 1982 – Aprendamos juntos
- 1988 – Dulce desafío
- 1989 – Simplemente María
- 1992 – Triángulo
- 1992 – La sonrisa del diablo
- 1997 – Mujer, casos de la vida real
- 2005 – Un día en la vida de dos restaurantes

## Díjak és nevezések
Arturo Ripstein 35 különböző filmdíjat nyert és 17 további esetben pedig jelölték.
Abu-Dzabi Filmfesztivál
| Év   | Kategória                | Film                    | Eredmény |
| ---- | ------------------------ | ----------------------- | -------- |
| 2011 | Legjobb eredeti történet | Las razones del corazón | Nevezés  |

ACE-díj
| Év   | Kategória       | Film                 | Eredmény |
| ---- | --------------- | -------------------- | -------- |
| 1979 | Legjobb rendező | El lugar sin límites | Nyertes  |
| 1998 | Legjobb rendező | Vérvörös             | Nyertes  |

Ariel-díj
| Év   | Kategória                | Film                     | Eredmény |
| ---- | ------------------------ | ------------------------ | -------- |
| 1973 | Legjobb film             | El castillo de la pureza | Nyertes  |
| 1973 | Legjobb rendező          | El castillo de la pureza | Nevezés  |
| 1973 | Legjobb forgatókönyv     | El castillo de la pureza | Nyertes  |
| 1973 | Legjobb eredeti történet | El castillo de la pureza | Nevezés  |
| 1975 | Legjobb forgatókönyv     | El santo oficio          | Nevezés  |
| 1976 | Legjobb dokumentumfilm   | Tiempo de correr         | Nyertes  |
| 1977 | Legjobb dokumentumfilm   | La causa                 | Nyertes  |
| 1978 | Legjobb film             | El lugar sin límites     | Nevezés  |
| 1978 | Legjobb rendező          | El lugar sin límites     | Nevezés  |
| 1978 | Legjobb forgatókönyv     | El lugar sin límites     | Nevezés  |
| 1979 | Legjobb film             | Cadena perpetua          | Nyertes  |
| 1979 | Legjobb rendező          | Cadena perpetua          | Nyertes  |
| 1979 | Legjobb forgatókönyv     | Cadena perpetua          | Nevezés  |
| 1984 | Legjobb film             | La viuda negra           | Nevezés  |
| 1984 | Legjobb rendező          | La viuda negra           | Nevezés  |
| 1987 | Legjobb film             | A szerencse birodalma    | Nyertes  |
| 1987 | Legjobb rendező          | A szerencse birodalma    | Nyertes  |
| 1994 | Legjobb film             | Principio y fin          | Nyertes  |
| 1996 | Legjobb film             | La reina de la noche     | Nevezés  |
| 1996 | Legjobb film             | Vérvörös                 | Nevezés  |
| 1999 | Legjobb rendező          | A csodák evangéliuma     | Nevezés  |
| 2014 | Arany Ariel-díj          | Életmű                   | Nyertes  |

Cannes-i Filmfesztivál
| Év   | Kategória   | Film                              | Eredmény |
| ---- | ----------- | --------------------------------- | -------- |
| 1974 | Arany Pálma | El santo oficio                   | Nevezés  |
| 1994 | Arany Pálma | La reina de la noche              | Nevezés  |
| 1999 | Arany Pálma | Az ezredes úrnak nincs, aki írjon | Nevezés  |

Gramado Filmfesztivál
| Év   | Kategória       | Film                        | Eredmény |
| ---- | --------------- | --------------------------- | -------- |
| 1994 | Legjobb film    | La reina de la noche        | Nevezés  |
| 2002 | Legjobb film    | La perdición de los hombres | Nyertes  |
| 2002 | Legjobb rendező | La perdición de los hombres | Nyertes  |

Guadalajarai Nemzetközi Filmfesztivál
| Év   | Kategória    | Film                 | Eredmény |
| ---- | ------------ | -------------------- | -------- |
| 1994 | FIPRESCI-díj | Principio y fin      | Nyertes  |
| 1994 | DICINE       | Principio y fin      | Nyertes  |
| 1995 | FIPRESCI-díj | La mujer del puerto  | Nyertes  |
| 1995 | DICINE       | La mujer del puerto  | Nyertes  |
| 1999 | Mayahuel-díj | A csodák evangéliuma | Nyertes  |

Havannai Filmfesztivál
| Év   | Kategória             | Film              | Eredmény |
| ---- | --------------------- | ----------------- | -------- |
| 1994 | Gran Coral – Első díj | Principio y fin   | Nyertes  |
| 1994 | FIPRESCI-díj          | Principio y fin   | Nyertes  |
| 1996 | Legjobb rendezés      | Vérvörös          | Nyertes  |
| 1996 | Gran Coral – Első díj | Vérvörös          | Nyertes  |
| 2000 | A zsűri különdíja     | Así es la vida... | Nyertes  |
| 2000 | FIPRESCI-díj          | Así es la vida... | Nyertes  |

Jeonju Nemzetközi Filmfesztivál
| Év   | Kategória            | Film              | Eredmény |
| ---- | -------------------- | ----------------- | -------- |
| 2001 | Daring Digital Award | Así es la vida... | Nevezés  |

Moszkvai Nemzetközi Filmfesztivál
| Év   | Kategória              | Film              | Eredmény |
| ---- | ---------------------- | ----------------- | -------- |
| 1981 | Fődíj                  | La seducción      | Nevezés  |
| 1989 | Arany Szent György-díj | Mentiras piadosas | Nevezés  |

Nantes – Három Kontinens Fesztivál
| Év   | Kategória              | Film            | Eredmény |
| ---- | ---------------------- | --------------- | -------- |
| 1993 | Nantes város különdíja | Principio y fin | Nyertes  |
| 1993 | Arany Montgolfiere     | Principio y fin | Nyertes  |

Rio de Janeiró-i Nemzetközi Filmfesztivál
| Év   | Kategória    | Film                    | Eredmény |
| ---- | ------------ | ----------------------- | -------- |
| 2002 | FIPRESCI-díj | La virgen de la lujuria | Nyertes  |

San Diegó-i Nemzetközi Filmfesztivál
| Év   | Kategória       | Film            | Eredmény |
| ---- | --------------- | --------------- | -------- |
| 2002 | Legjobb rendező | Principio y fin | Nyertes  |

San Franciscó-i Nemzetközi Filmfesztivál
| Év   | Kategória          | Film   | Eredmény |
| ---- | ------------------ | ------ | -------- |
| 1999 | Akira Kurosawa-díj | Életmű | Nyertes  |

San Sebastián-i Nemzetközi Filmfesztivál
| Év   | Kategória         | Film                        | Eredmény |
| ---- | ----------------- | --------------------------- | -------- |
| 1978 | A zsűri különdíja | El lugar sin límites        | Nyertes  |
| 1993 | Arany Kagyló      | Principio y fin             | Nyertes  |
| 2000 | Arany Kagyló      | La perdición de los hombres | Nyertes  |
| 2000 | FIPRESCI-díj      | La perdición de los hombres | Nyertes  |

Sundance Filmfesztivál
| Év   | Kategória             | Film                              | Eredmény |
| ---- | --------------------- | --------------------------------- | -------- |
| 1997 | Elismerő oklevél      | Vérvörös                          | Nyertes  |
| 2000 | Latin-Amerika Filmdíj | Az ezredes úrnak nincs, aki írjon | Nyertes  |

Turia-díj
| Év   | Kategória   | Film     | Eredmény |
| ---- | ----------- | -------- | -------- |
| 1997 | Közönségdíj | Vérvörös | Nyertes  |

Velencei Nemzetközi Filmfesztivál
| Év   | Kategória                   | Film                    | Eredmény |
| ---- | --------------------------- | ----------------------- | -------- |
| 1996 | Arany Oroszlán díj          | Vérvörös                | Nevezés  |
| 2002 | San Marco elismerő oklevele | La virgen de la lujuria | Nyertes  |

## Fordítás
- Ez a szócikk részben vagy egészben  az   Arturo Ripstein című spanyol Wikipédia-szócikk ezen változatának fordításán alapul.  Az eredeti cikk szerkesztőit annak laptörténete sorolja fel. Ez a jelzés csupán a megfogalmazás eredetét és a szerzői jogokat jelzi, nem szolgál a cikkben szereplő információk forrásmegjelöléseként.